# اعتراف بالتعليم المسبق
.
تُشير كلمة الاعتراف بالتعليم المُسبق (RPL) أو تقييم التعليم المُسبق (PLA) أو تقييم والاعتراف بالتعليم المسبق (PLAR)، إلى العملية التي تستخدمها الجامعات والكليات في جميع أنحاء العالم لتقييم التعليم المكتسب خارج الفصل الدراسي بغرض الحصول على الاعتماد الأكاديمي. وهناك طرق لاكتساب الأفراد للتعليم على مستوى الكليات ومنها: التدريب على مستوى الشركات أو التعليم العسكري أو عن طريق الخبرة المكتسبة من العمل أو الأنشطة المدنية أو التعلم الذاتي.
وتتنوع طرق تقييم التعليم المسبق ومنها: الاختبارات المعيارية الموحدة مثل تلك التي يقدمها مجلس الكليات وبرنامج امتحانات كلية إكسلسيور أو برنامج دانتيس لاختبارات الموضوعات المعيارية الموحدة أو المجلس الأمريكي للتعليم (ACE) والذي يقدم التوصيات لبرامج التدريب المدنية والعسكرية، وتقييمات برامج التدريب المحلي وامتحانات التحدي التي تقدمها الجامعات وملف تقييمات التعلم التجريبي.
ولا ينبغي الخلط بين برامج تقييم التعلم المسبق وبين ما يسمى شهادات الخبرة الحياتية والتي تزعم أنها تقدم اعترافًا أكاديميًا بالخبرة العملية ولكن في الحقيقة لا تمتلك مثل هذه الدرجات وتعتبر غير قانونية في العديد من الدوائر القضائية.

## تقييم التعليم المُسبق
يعتبر تقييم التعليم المسبق عبارة عن عملية من شأنها أن توفر وقت الشخص وماله في نفس الوقت لتحصيل شهادة أو درجة برنامج معين. حيث تستعرض هذه العملية التعليم الذي من الممكن أن يُحصل من خلال مجموعة متنوعة من التجارب الحياتية بما في ذلك المسئوليات المهنية والتجارب المكتسبة من خلال الأنشطة المدنية والتطوعية والتدريب العسكري أو على مستوى الشركات والتعليم الذاتي. ويستطيع الأفراد الذين يُحصّلون هذا النوع من التعليم خارج الفصول المدرسية الرسمية أن يحصلوا على فرصة المراجعة التعليمة لما يُحصلونه وذلك من أجل معادلتها بمستوى الكليات الرسمية. وقد استُخدمَت عملية استعراض التعليم غير الموافق للمناهج الرسمية (أو المشترك مع المناهج الرسمية) من أجل معادلتها بمستوى الكليات وذلك في الولايات المتحدة منذ عام 1930 كما أجريت أبحاث ودراسات مُركّزة في هذا المجال الجديد منذ عام 1970.

## تاريخ تقييم التعليم المُسبق
تم إجراء بحوث أولية حول تقييم ممارسة وتطبيق التعليم المسبق من قبل خدمات الاختبارات التربوية والتي أطلقت بعد ذلك منظمة تابعة لها ومخصصة فقط لتقييم التعليم المسبق. وأصبحت هذه المنظمة الفرعية بعد ذلك منظمة مستقلة غير ربحية تعرف الآن باسم مجلس تعليم الكبار والتعلم التجريبي وذلك بسبب الطلب المتزايد على خبراتها البحثية. وعمل هذا المجلس منذ عام 1974، مع المؤسسات الجامعية ورؤساء المجالس الحكومية والأفراد من خلال إنشاء ونشر معايير الجودة العالية لمنح الاعتماد وذلك من خلال تدريب الأشخاص الذين يقومون بتقييم عملية التعليم المسبق وإداريي الكليات كما أجرت البحوث بشأن نتائج هذه الجهود.ونشرتها على نطاق واسع في جميع أنحاء المجتمع الجامعي. وقد ركّز مجلس تعليم الكبار والتعلم التجريبي على تقييم وتعزيز التعلم التجريبي بالنسبة للكبار كما أنه مسئول عن تطوير عدد من المنشورات البارزة بشأن هذا الموضوع ومنها معايير ومبادئ وإجراءات تقييم التعلم: (والمُبَيّن فيها مجموعة من المعايير المعتمدة على الأبحاث للحصول على أفضل ممارسات لتقييم التعليم) وإذكاء السباق إلى النجاح الجامعي: نتائج دراسة قامت بها 48 مؤسسة متخصصة في تقييم التعليم المسبق والطلاب الكبار (وفيها يرتبط تقييم التعليم المسبق بنتائج أكاديمية إيجابية بما في ذلك الحفاظ على مستويات التخرج وتحسينها)

## فوائد الاعتراف بالتعليم المسبق
- يسهل وصول الطلاب «غير التقليديين» - حيث يستطيع أولئك الذين لم تُتح لهم الفرصة لعمل دراسات أخرى أن يحصلوا على مؤهلات أعلى
- يعترف بقيمة التعلم خارج النطاق الرسمي، مثل تعلم القيم في مكان العمل
- يضفي الشرعية على ما يتعلمه الطلاب بأنفسهم
- يعمل على تحقيق التقدم في برامج الدراسة الأخرى
- يلغي التكرار غير الضروري وازدواجية المواد التي يعرفها الطالب بالفعل. يعمل على استخدام المال العام (والخاص) بطريقة أفضل حيث إن الناس الذين يمتلكون هذه المهارات والمعارف لا يحتاجون إلى أن يتدربوا مرة أخرى.
- يقلل الوقت اللازم لكسب المؤهلات - مما يحفز الطلاب الذين تُثبط همتهم بسبب طول الفترة الزمنية اللازمة لإتمام دورة على مستوى الكليات أو برنامج معين من الدراسة
- يُعزز من ثقة الطلاب بأنفسهم بسبب ما أنجزوه كمتعلمين
- يُعزز من تصور الطلاب وفهمهم للعملية التعليمية كعملية مستمرة مدى الحياة

## وصلات خارجية
- American Council on Education (www.acenet.edu) – Official website
- The College Board (www.collegeboard.com) – Official website
- Council for Adult and Experiential Learning (www.cael.org) – Official website
- DANTES (www.dantes.doded.mil/dantes_web/DANTESHOME.asp) – Official website
- Excelsior College Examinations (www.excelsior.edu/Excelsior_College/Excelsior_College_Examinations) – Official website
- Prior Learning International Research Centre (PLIRC) (www.tru.ca/distance/plirc.html) – Official website